# Abate Oliva
Oliva od Oliba, conosciuto come Abate Oliva (Oliba spagnolo, in portoghese e in galiziano, in francese, in catalano e in latino; 971 circa – Abbazia di San Michele di Cuxa, 30 ottobre 1046), fu Conte di Berga dal 988 al 1002; ordinato monaco fu Abate nel Monastero di Ripoll e nell'Abbazia di San Michele di Cuxa, dal 1008 ed infine Vescovo di Vic, dal 1017, alla sua morte.

## Origine
Oliva, sia secondo il Gesta Comitum Barchinonensium, sia secondo lo storico catalano Pròsper de Bofarull i Mascaró, nel suo Los condes de Barcelona vindicados, Tome I, era il figlio maschio secondogenito del Conte di Cerdanya, di Conflent e di Besalú, Oliba Cabreta e di Ermengarda d'Empúries (?-dopo il gennaio 995, data in cui compare citata in un documento) di cui non si conoscono gli ascendenti, come conferma il Bofarull.

Oliba Cabreta, secondo il Gesta Comitum Barchinonensium, era il figlio maschio terzogenito del Conte di Cerdanya, di Conflent e di Besalú, Miró II e di Ava (?-prima del 26 febbraio 961, data in cui secondo Pròsper de Bofarull i Mascaró, Ava risultava defunta), che, secondo alcuni storici figlia del conte Fedele di Ribagorza.

La penisola iberica nella prima metà del X secolo. La marca di Spagna è vassallo del regno di Francia

## Biografia
Oliva lo troviamo citato in documento, per la prima volta, assieme ai fratelli, Bernardo e Goffredo (Bernardus prolis, Wifredus prolis, Oliba prolis) nel documento n° 5 del Diplomatari i escrits literaris de l'abat i bisbe Oliba, datato 981, inerente ad una donazione fatta dai genitori (Oliba comes et coniux mea Ermengards).

Poi, lo troviamo citato, assieme al fratello, Berengario (Berengarius et Olibanus filii mei) nel documento n° 7 del Diplomatari i escrits literaris de l'abat i bisbe Oliba, datato 983, inerente ad una conferma di una donazione fatta dal padre, Oliba (Oliba comes).
Secondo il Bofarull, suo padre, Oliba, nel 988, andò a Montecassino e indossò l'abito talare, dopo aver abdicato, lasciando la contea di Besalú a Bernardo, la Contea di Cerdanya a Goffredo e la contea di Berga a Oliva.

Prima di lasciare la Catalogna, Oliba fece un'offerta affinché i suoi figli fossero sotto la protezione di papa Giovanni XV.
Il Bofarull riporta che Oliba morì nel 990 e fu tumulato a Montecassino; la morte nel 990 viene confermata sia dal Chronicon alterum Rivipullense (990. Obiit Olibanus Capreta comes), sia dalle Gesta Comitum Barchinonensium.

Venuta a conoscenza della morte di suo padre, Oliba, sua madre, Ermengarda, assieme a Oliva (Ermengardis, gratia Dei comitissa, cum suo prole Olibane), nel 990, fece una donazione in suffragio dell'anima del marito.
Oliva, nella divisione dei domini del padre, aveva ricevuto la contea di Berga, che governò col titolo di conte, come ci conferma il documento n° 38 del Diplomatari del monestir de Santa Maria de Serrateix, ancora assieme alla madre, Ermengarda, il conte Oliva (Ermengardis comitissa una cum prole meo Olibane gratia Dei comes), fece una donazione al monastero di Santa Maria de Serrateix.
Oliva (Oliba gratia Dei comes), secondo il documento n° 2 del Diplomatari del monestir de Sant Pere de la Portella fece poi, nel 997, una donazione al monastero in oggetto.
Nel 1002, Oliva, secondo il Chronicon alterum Rivipullense, fu ordinato monaco (Oliba comes factus est monachus); il governo della contea di Berga, passò a Goffredo, che già governava la contea di Cerdanya.

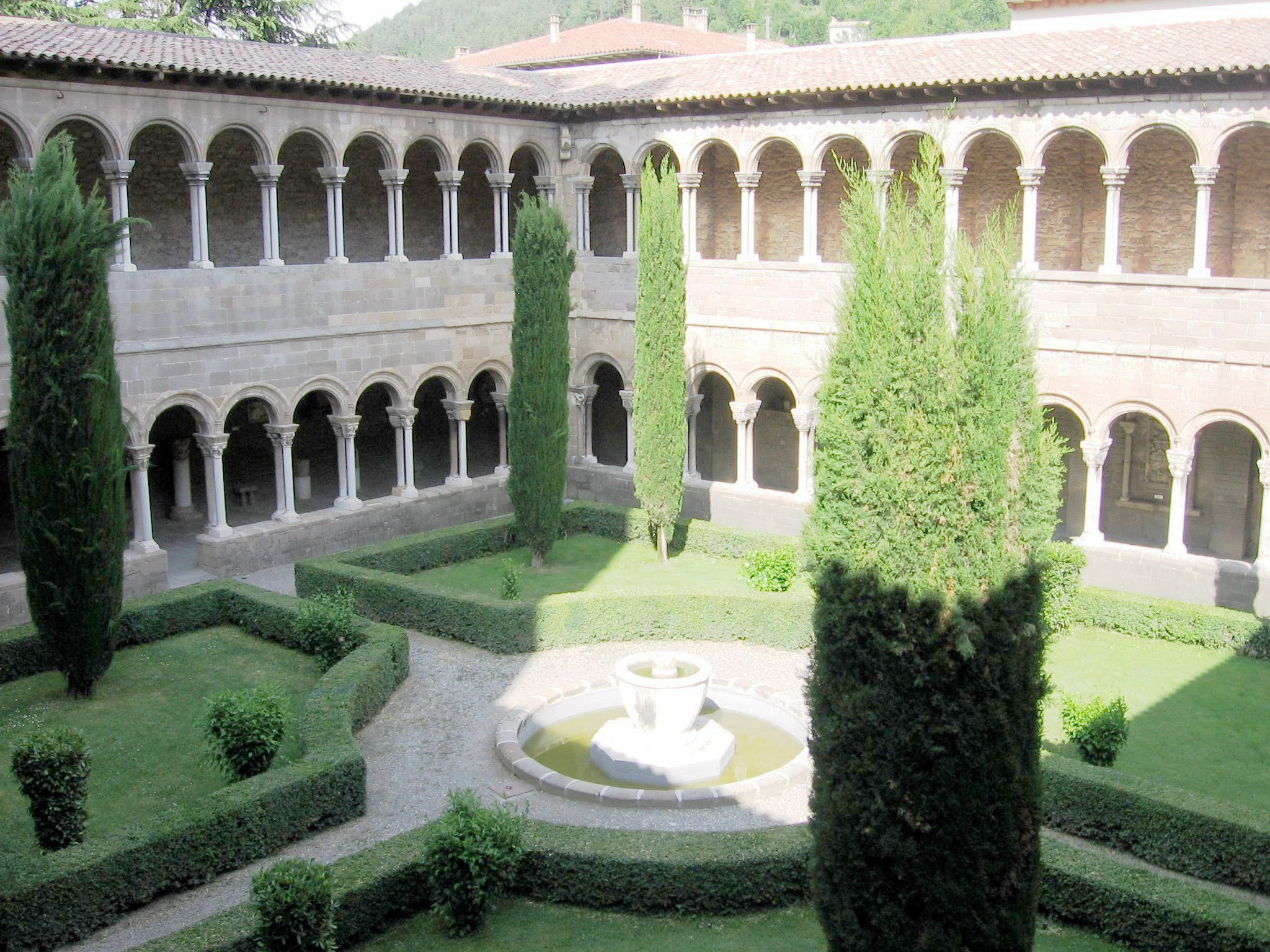
Chiostro del monastero di Ripoll

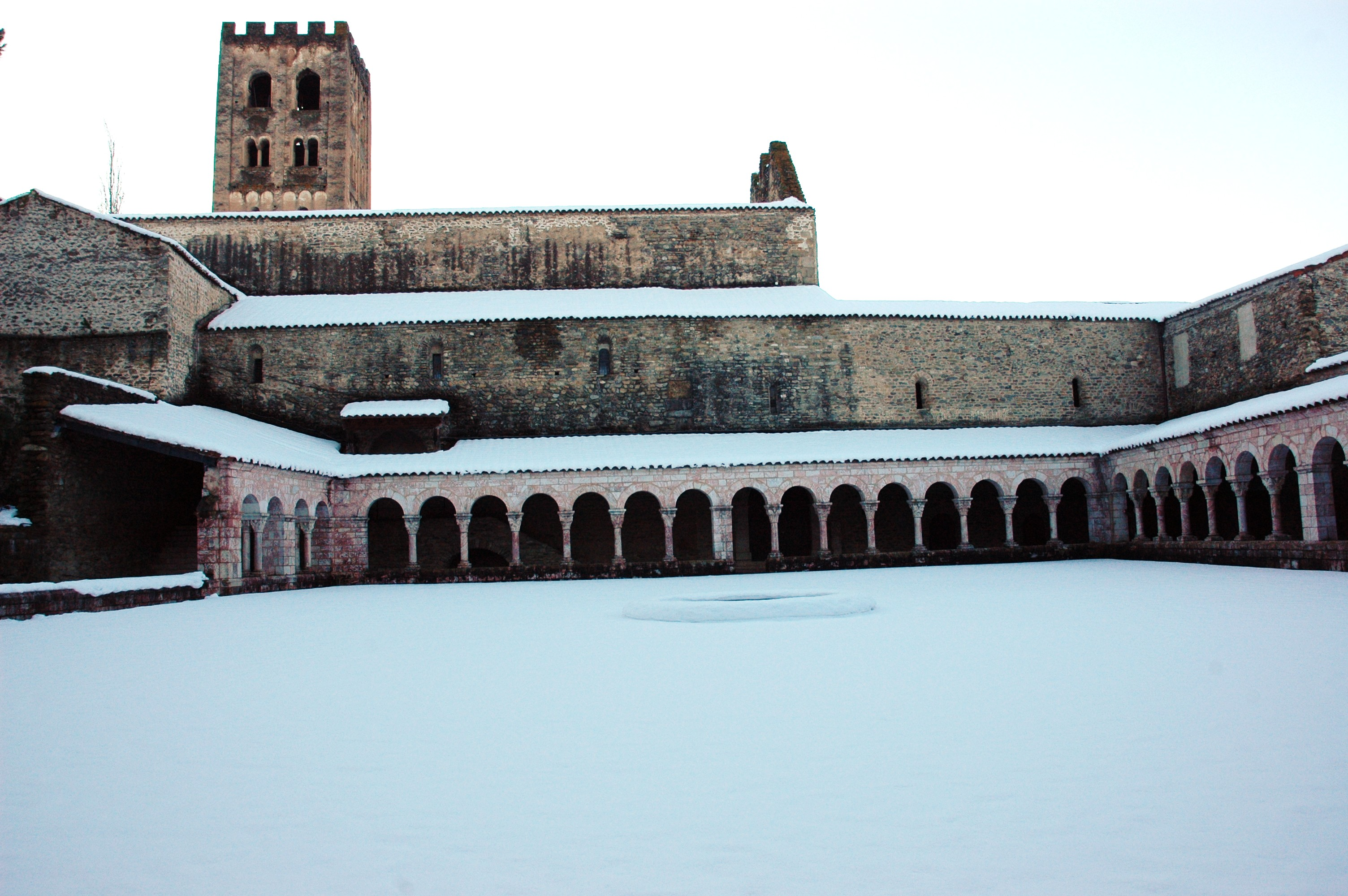
Chiostro del monastero di San Michele di Cuxa

Rinunciato ai suoi titoli, Oliva fece vita monastica e nel 1008, divenne abate nel Monastero di Ripoll e, poi, nell'Abbazia di San Michele di Cuxa.

Nel 1017, per l'intercessione della contessa di Barcellona, Ermesinda di Carcassonne, di cui era consigliere, fu nominato vescovo ausiliare di Borrell di Vic; alla morte di quest'ultimo, Oliva fu nominato vescovo di Vic; il documento n° 74 del Diplomatari i escrits literaris de l'abat i bisbe Oliba, datato marzo 1017, attesta che Oliva era vescovo di Vic (Oliba, bisbe de Vich), mentre nel documento n° 75 del Diplomatari i escrits literaris de l'abat i bisbe Oliba, datato 1023, Oliva viene citato col titolo di vescovo di Osona e abate (Olive, pontificis Ausonensis et abbatis).

Da allora, il governo di Oliva fu diviso tra la diocesi di Osona ed i suoi monasteri.
Intorno all'anno 1011, oliva aveva preso in carico il Monastero di Santa Cecilia de Montserrat (Barcellona), ma, poiché i monaci non accettarono il suo governo, fondò il Monastero di Santa María, nel 1025, nel luogo in cui si trovava esisteva già una piccola colonia eremita.
Nel 1020 circa, Oliva (Oliva episcopus Ausoniensis) fu tra i testimoni del testamento di suo fratello, Bernardo, conte di Besalú (Bernardo quondam Comite).
Nel 1023, Oliva (fratris mei Olive pontifice Ausonensis), viene citato nel documento n° XXVI del Cartulaire roussillonnais, inerente ad una donazione di suo fratello Goffredo, Conte di Cerdanya.
L'attività di Oliva fu dedicata alla costruzione e alla consacrazione di una molte di chiese monasteri e abbazie: Santa Maria de la Pinya ne La Vall d'en Bas, Sant Pau a Py, nel Conflent, Sant Martí a Ogassa, Sant Bartomeu del castell de Llaers, nel Ripollès, la Tossa de Montbui a Santa Margarida de Montbui, una a El Catllar (vicino a Ripoll), una a Santa Eulàlia de Riuprimer, Sant Miquel del castell de la Roqueta a Sant Martí de Tous e una a Planès. 

Inoltre Oliva frequentò anche il Monastero di Sant Pere de Rodes, Sant Andreu de la Vola a Sant Pere de Torelló, il monastero di Girona il Monastero di Ripoll e la Cattedrale di Vic, presieduto da suo nipote, l'arcivescovo di Narbonne, Goffredo di Cerdanya, partecipò anche all'avvio della sede di Manresa e alla costruzione della nuova parte dell'abbazia di Sant Martí del Canigó a Casteil, delle abbazie di La Portella, di Casserres e di Cardona e iniziò quella Sant Miquel de Fluvià.
Notevole fu l'impulso che Oliva diede all'architettura romanica catalana, che si rifletté nelle costruzioni dei monasteri di Ripoll e Cuixá e nell'ampliamento delle navate della Cattedrale di Vic. Grazie al suo impulso intellettuale, l'archivio del monastero di Ripoll si arricchì di settantuno nuovi codici, che Oliva tutelò con decreto di scomunica immediata per chiunque osava rubarli o danneggiarli. Allo stesso modo, lo stesso Oliba si distinse come scrittore illustre: scrisse una lettera conciliare a tutti i monaci del suo ordine, diverse epistole a re, prelati e magnati e un libro di memorie in cui lasciò ai suoi successori una serie di regole e documenti relativi al governo del monastero. Infine, il 15 gennaio 1032, come già accennato Oliva consacrò la Basilica di Santa María de Ripoll, di cui aveva diretto e consigliato i lavori, come centro religioso e intellettuale di prima grandezza.
Durante il governo delle abbazie di Oliva uscirono codici lussuosi come la Bibbia erroneamente conosciuta come Farfa (oggi nella Biblioteca Apostolica Vaticana), realizzati tra gli anni 1015 e 1020, e la Bibbia Roda (oggi nella Biblioteca nazionale di Francia), regalata forse al Monastero di San Pedro de Rodas (Gerona) in occasione della consacrazione della nuova chiesa nel 1022, nonché una terza persa nel 1835. Basti pensare che quando Oliba divenne abate trovò una biblioteca di quasi duecento manoscritti, e che alla sua morte aveva raggiunto quasi mille titoli.
Oliva viaggiò molto: per due volte si recò a Roma, fu in Lombardia e diverse volte a Narbonne, che furono l'occasione per portare in Catalogna operai per la fabbrica delle sue chiese, che hanno introdotto le loro forme artistiche nella Penisola iberica, e insegnanti per le loro scuole, che hanno trasformato Ripoll in un centro culturale di grande importanza. Papa Benedetto VIII (1012-1024), da lui visitato, lo teneva in grande considerazione. La sua importanza politica non fu trascurabile, poiché nel 1021 partecipò alla grande assemblea dei notabili della Catalogna, dedicando molti sforzi alla difesa e al ripopolamento dei confini della diocesi di Vic.
All'età di 75 anni, Oliva morì nell'Abbazia di San Michele di Cuxa, a Codalet, oggi in Francia il 30 ottobre 1046. L'enciclica mortuaria scritta in suo elogio dai monaci di Ripoll e Cuixà, girò per l'Europa raccogliendo lodi da ambienti monastici e cattedrali lontane dalla Catalogna.

Anche il Gesta Comitum Barchinonensium, riporta che Oliva, il figlio terzogenito di Oliba Cabreta fu prima monaco e poi abate al Monastero di Ripoll, quindi vescovo di Vic, che governò il Monastero di Cuxa; fu vescovo per 28 anni e abate per 38 anni, e dopo aver costruito chiese, morì nel 1047, nel Monastero di Cuxa, dove aveva vissuto e dove fu sepolto.

## Discendenza
Oliva non prese moglie e di lui non si conosce alcuna discendenza.

### Fonti primarie
- (LA) Rerum Gallicarum et Francicarum Scriptores, Tomus IX.
- (LA) Rerum Gallicarum et Francicarum Scriptores, Tomus XI.
- (LA) Viage literario a las iglesias de España. Tomo 5.
- (LA) España Sagrada Tomo XLV.
- (LA) Cartulaire roussillonnais.
- (LA) Diplomatari i escrits literaris de l'abat i bisbe Oliba.
- (LA) Diplomatari del monestir de Santa Maria de Serrateix (PDF) (archiviato dall'url originale il 2 dicembre 2020).
- (LA) Diplomatari del monestir de Sant Pere de la Portella (PDF). URL consultato il 16 aprile 2021 (archiviato dall'url originale il 16 aprile 2021).

### Letteratura storiografica
- Rafael Altamira, Il califfato occidentale, in «Storia del mondo medievale», vol. II, 1999, pp. 477–515.
- (EN) The Development of Southern French and Catalan Society, 718-1050, su libro.uca.edu.
- (ES) Bofarull i Mascaró, Los condes de Barcelona vindicados, Tome I,.